# یماشوو
یماشوو (انگلیسی: Yemashevo) یک شهرک در شهرستان بیرسکی باشقیرستان کشور روسیه است.